# David Casteu
David Casteu, né le 9 avril 1974 à Nice, est un pilote moto français spécialisé en rallye-raid. Il compte onze participations au Rallye Dakar dont une 2e place en 2007 derrière Cyril Despres.

## Palmarès

### Rallye Dakar
- 2003 : 39e
- 2004 : 32e
- 2005 : 13e
- 2006 : 8e (1 étape)
- 2007 : 2e
- 2009 : 4e
- 2010 : Abandon (1 étape)
- 2011 : 67e
- 2012 : 41e
- 2013 : Abandon (1 étape)
- 2014 : 10e
- 2015 : 7e
- 2016 : 18e
- 2025 : 64e

### Dakar Series
- Champion des Dakar Series 2014 (2e du Desafío Ruta 40 (Argentine), 3e du Desafío Guaraní (Paraguay) et 3e du Desafio Inca (Pérou))[1].
- Champion des Dakar Series 2013 (3e du Desafío Ruta 40 (Argentine) et 2e du Desafio Inca (Pérou))
- Vainqueur de 2 étapes du rallye d'Europe Centrale 2008

### Championnat du monde de rallye-raid
- Champion du monde des rallyes-raids en 2010
- 3e aux rallyes-raids en 2007
- Vice-Champion du monde rallyes-raids en 2006
- Vice-Champion du monde rallyes-raids en 2005